# Carlos Ortiz (Boxer)
Carlos Ortiz (* 9. September 1936 in Ponce; † 13. Juni 2022 in New York City) war ein puerto-ricanischer Boxer, der Weltmeister im Halbwelter- und Leichtgewicht war. Er ist nicht mit Manuel Ortiz verwandt.

## Karriere
Als seine Familie in seiner Kindheit nach New York zog, wurde er in viele Straßenkämpfe verwickelt. Das brachte ihn zum Boxsport und er begann im Madison Square Boys Club zu trainieren.
Im Alter von 18 Jahren wurde er 1955 Profi und gewann seine ersten 20 Kämpfe. Er gewann am 12. Juni 1959 die vakante Halbweltergewichtsweltmeisterschaft in einer Revanche gegen Kenny Lane (KO2). Da der Titel damals nicht besonders angesehen war – das Halbweltergewicht war keine der Originalgewichtsklassen und 13 Jahre war nicht um die Krone gekämpft worden –, weckte das kaum Interesse. Dennoch wurde er mit diesem Titelgewinn erst zum zweiten puerto-ricanische Weltmeister nach Sixto Escobar. Er schlug Battling Torres k. o. und besiegte den Italiener Duilio Loi in den USA nach Punkten, bevor er ihm in dessen Heimat am 1. September 1960 umstritten unterlag und seinen Titel abgeben musste. Nachdem er auch das dritte Duell 1961 verloren hatte, kochte er ab und ging runter ins Leichtgewicht.
Am 21. April 1962 schlug er hier Joe Brown im Kampf um den WBA-Titel. Mit dem vorzeitigen Sieg über Douglas Vaillant am 7. April 1963 fügte er auch noch den WBC-Titel hinzu. Er verteidigte in der Folgezeit unter anderem gegen den philippinischen Rechtsausleger Flash Elorde und Kenny Lane, bevor er 1965 seine Titel an Ismael Laguna verlor. Er gewann aber den direkten Rückkampf und verteidigte dann erfolgreich gegen Laguna, Johnny Bizzarro, Elorde und den Kubaner Sugar Ramos. Gegen Nicolino Locche erreichte er ein Unentschieden. Er verlor die Titel schließlich am 29. Juni 1968 an den Dominikaner Carlos Teo Cruz. Dieser stürzte auf dem Weg zu einem Rückkampf mit dem Flugzeug ab. Ortiz beendete daraufhin vorübergehend seine Karriere. 1971 startete er ein Comeback, trat nach der einzigen K.-o.-Niederlage seiner Karriere im September 1972 gegen Ken Buchanan aber endgültig zurück.
1991 fand Ortiz Aufnahme in die International Boxing Hall of Fame. Er starb am 13. Juni 2022 in New York City im Alter von 85 Jahren.